# دانشگاه شیامن
دانشگاه شیامن (انگلیسی: Xiamen University) دانشگاه دولتی در شهر شیامن، چین است، که در سال ۱۹۲۱ تأسیس شد.